# Sedile di presentazione
Il sedile di presentazione o trono cerimoniale era lo scranno egizio emblema della suprema dignità sovrana e rappresentava l'esaltazione della sicurezza del potere terreno non disgiunta all'equilibrio derivante dal potere divino.
Ebbe origine nel periodo predinastico e fino alla prima dinastia era generalmente un semplice sgabello dal piano scanalato, provvisto di cuscino ma senza schienale.

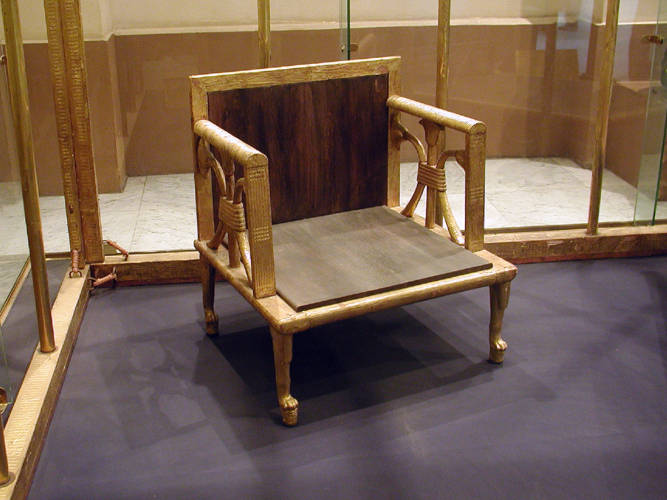
Sedile della regina Hotep-heres. Il Cairo, Museo egizio

Le gambe erano forgiate come quelle del toro e poggianti su uno zoccolo lavorato e ricoperto di rame o d'oro. Erano fatte con legno ma spesso le maestranze le ricavavano sia dall'osso che dall'avorio.
Oltre al simbolismo animale, in epoche successive furono aggiunte anche piante di papiro stilizzate e situate nella parte posteriore del sedile. 
A partire dalla II dinastia, lo zoccolo rettangolare si fece più elevato e privo di ornamenti mentre il sedile diveniva di forma cubica con basso schienale che nel tempo diverrà sempre più alto e coperto con un cuscino.
Questa tipologia di sedile durerà per tutta la storia dell'Egitto e verrà usato nell'iconografia e nella statuaria anche come scranno divino.
Molto famoso è il sedile di presentazione della regina Hotep-heres della IV dinastia, ritrovato a Giza e oggi conservato al museo del Cairo. La sua forma è massiccia con schienale alto e vistosi braccioli decorati ed intagliati con papiri legati, mentre le gambe, sempre zoomorfe, non erano più quelle del toro, ma del più nobile leone, sempre immagine e ipostasi di Amon.
Alcune volte il leone è raffigurato per tutta la lunghezza del sedile, come nello scranno della regina Meresankh della IV dinastia, oppure in quello di Chefren dove spiccano solo le teste sopra le zampe anteriori.

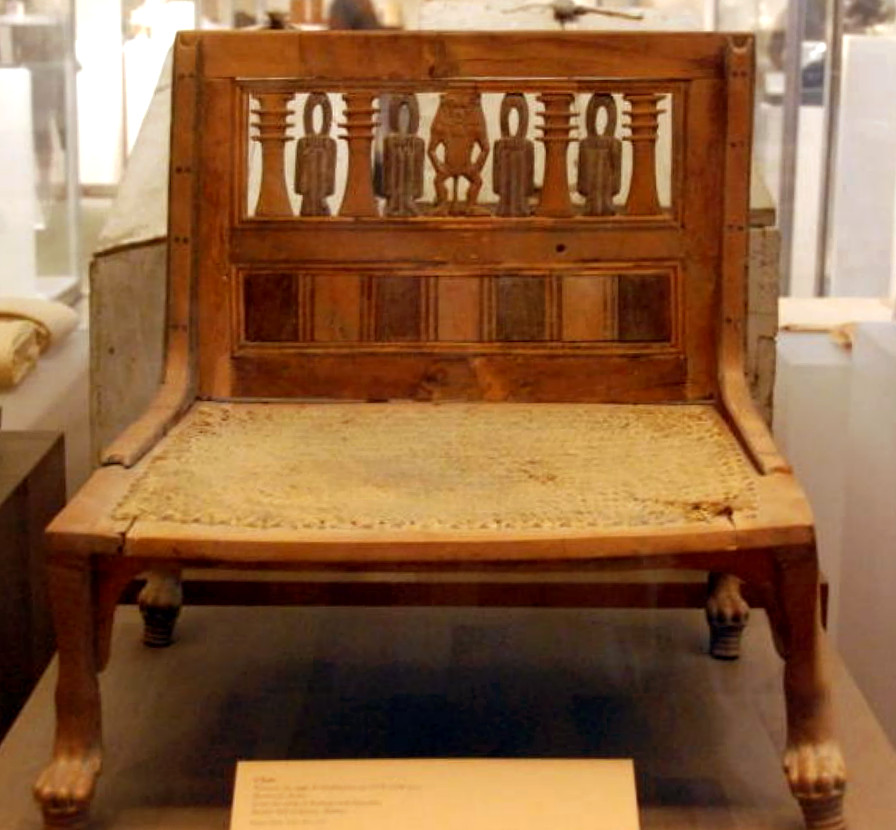
Sedile del nobile Ramose ornato con immagini intagliate del dio Bes, djed e Nodo di Iside

Il sedile poteva essere decorato a piume e paste vitree e motivo molto usato era il nodo sema-tauy, simbolo dell'unione delle Due Terre.
Nel Medio Regno, pur con poche variazioni, lo schienale è lievemente più basso, sempre provvisto di cuscino, i braccioli bassi e traforati mentre i piedi si assottigliano come dimostra il rilievo sul sarcofago della principessa Kauit (XI dinastia).
Solo verso la XII dinastia, e comunque nel Nuovo Regno, si avrà il sedile dalla forma definitiva con schienale rinforzato ed il cui mirabile esempio si ha negli scranni ritrovati nella tomba di Tutankhamon e dove comparivano per la prima volta le gambe provviste di artigli di leone in avorio, schienali riccamente elaborati con rappresentazioni di divinità quali Huh e braccioli con ali di falco semispiegate.
Molto particolare è il sedile pieghevole, sempre appartenente al corredo funebre di Tutankhamon, che presenta delle caratteristiche gambe a forma di testa d'anatra, ipostasi anche questa di Amon e comunque simboleggiante l'animale che depose l'uovo cosmico in alcune cosmogonie.
La testa è stilizzata, intarsiata nell'avorio mentre lo schienale è ricco di decorazioni che richiamano le antiche stuoie.
Questa tipologia di sedile pieghevole, rimasta in uso per secoli, è stata paragonata al faldistorio e per questo motivo il modello viene anche chiamato "trono ecclesiastico".